# Knínice u Boskovic

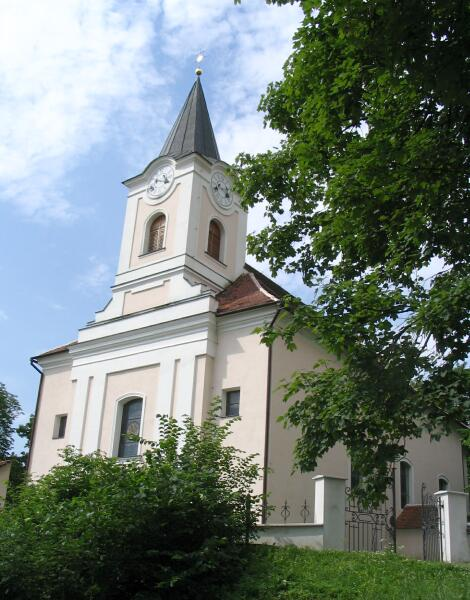
Kirche des hl. Markus

Knínice (deutsch Knienitz, früher Knihnitz) ist eine Minderstadt in Tschechien. Sie liegt sieben Kilometer nördlich von Boskovice und gehört zum Okres Blansko.

## Geographie
Knínice befindet sich am nordwestlichen Fuße des Drahaner Berglandes in dem als Kleine Hanna bezeichneten nördlichen Teil der Boskowitzer Furche am Flüsschen Semíč. Südöstlich erhebt sich der Mojetín (607 m), im Süden der Příhon (552 m). Im Osten erstreckt sich der Naturpark Řehořkovo Kořenecko. Westlich des Städtchens verläuft die Eisenbahnstrecke zwischen Chornice und Boskovice, die Bahnstation Knínice u Boskovic liegt am südlichen Ortsausgang. Anderthalb Kilometer westlich befinden sich die Dämme der unvollendeten Reichsautobahn Wien-Breslau. Südlich von Knínice befindet sich im Drahaner Bergland die mittelalterliche Wüstung Stryelech.
Nachbarorte sind Šebetov im Nordosten, Kapouňata und Kořenec im Osten, Melkov, Benešov und Okrouhlá im Südosten, Vážany im Süden, Sudice, Bačov und Vísky im Südwesten, Amerika und Pamětice im Westen sowie Drválovice und Vanovice im Nordwesten.

## Geschichte
Die ersten schriftlichen Erwähnungen der Pfarre und des Dorfes Knínice finden sich in zwei Urkunden aus dem Jahre 1097 und 1200, die sich als mittelalterliche Fälschungen erwiesen haben. Die der hl. Margarethe geweihte Pfarrkirche wurde auf den Resten einer altslawischen Burgstätte errichtet. Bei der Schenkungsurkunde des Markgrafen Břetislav über den Hof und das Marktdorf Knínice sowie weiterer umliegender Dörfer vom Beginn des 13. Jahrhunderts an das Kloster Hradisko handelt es sich ebenfalls um ein Falsifikat. Im Jahre 1250 bestätigte Wenzel I. dem Kloster den Besitz. Erstmals als Städtchen bezeichnet wurde Knínice 1279 in der Grenzurkunde zwischen den Knínicer und Konicer Gütern. Die Knínicer Kirche war während des gesamten Mittelalters die einzige Pfarrkirche auf den Gütern des Klosters Hradisko. Wahrscheinlich bereits im 13. Jahrhundert wurde in Knínice eine Propstei eingerichtet. 1284 erhielt Knínice das Recht zur Befestigung, wahrscheinlich wurde eine leichte Palisadenanlage angelegt. König Wladislaw Jagiello verpfändete 1499 die Propstei Knínice mit den Städtchen Knínice und Svitávka sowie den Dörfern Světlá, Cetkovice, Šebetov, Uhřice, Kořenec, Úsobrno und Okrouhlá an seinen Berater Ladislav von Boskowitz. Dieser errichtete in Knínice eine Grundherrschaft und schloss ihr weitere Dörfer an. Später gelangte die Herrschaft an das Kloster Hradisch zurück. Im Laufe des 16. Jahrhunderts wurde Šebetov zum neuen Herrschaftssitz ausgebaut und der Orden ließ dort als Residenz ein großes Schloss errichten. Das älteste Ortssiegel stammt aus dem Jahre 1646. Im Laufe der Zeit wurde das Städtchen als Kněnice, Kníhnice und Knihnice bezeichnet. Nach der Aufhebung des Klosters im Zuge der Josephinischen Reformen fielen dessen Güter 1784 dem Religionsfonds zu. 1825 kaufte Karl Graf Strachwitz die Herrschaft Šebetov. Sein Sohn Moritz Graf Strachwitz erbte 1837 den Besitz.
Nach der Aufhebung der Patrimonialherrschaften bildete Kníhnice/Knihnitz ab 1850 eine Marktgemeinde in der Bezirkshauptmannschaft Boskovice. Zwischen 1860 und 1865 gehörten die Güter Karl Octavius zur Lippe-Weißenfeld. 1865 wurden die Grafen Strachwitz kurzzeitig wieder Besitzer der Šebetover Güter. Im Zuge der Zwangsvollstreckung ersteigerte im selben Jahre der Wiener Fabrikant Johann May den Besitz, den er 1877 an Moritz von Königswarter verkaufte. Ab 1923 führt der Ort den amtlichen Namen Knínice u Boskovic. Mit Beginn des Jahres 1961 wurde Knínice u Boskovic dem Okres Blansko zugeordnet. Seit dem 22. Juni 2007 besitzt Knínice u Boskovic wieder den Status eines Městys. Der amtliche Ortsname wurde 2015 wieder in Knínice abgeändert.

## Gemeindegliederung
Für den Městys Knínice sind keine Ortsteile ausgewiesen.

## Sehenswürdigkeiten
- Kirche des hl. Markus, der einschiffige Bau entstand in den Jahren 1805–1806. Unter der Kirche errichteten die Grafen Strachwitz 1829 eine Familiengruft.
- Hölzerner Glockenturm an der Kirche, errichtet am Ende des 18. Jahrhunderts
- Totenhaus bei der Kirche, es ist der letzte erhaltene Teil der alten Margarethenkirche, die beim Bau der neuen Kirche abgetragen wurde.
- Pfarrhaus
- Kapelle des hl. Florian, sie entstand 1695 nach dem großen Stadtbrand auf Geheiß des Abtes Norbert von Počenice
- Statue des hl. Josef, an der Straße nach Šebetov, errichtet 1738
- Mehrere Wegkreuze und Betsäulen
- Naturreservat Horní Bělá, am Fluss Bělá östlich des Ortes

## Söhne und Töchter des Ortes
- Josef Böhm (1841–1893), österreichischer Kirchenmusiker und Gründer der Wiener Cäcilianismus
- Bruno Zwicker (1907–1944), Soziologe, NS-Opfer